# Slaget vid Karnal
Slaget vid Karnal, den 24 februari 1739, var en stor sammandrabbning utanför den indiska staden Delhi där en persisk invasionsstyrka besegrade den indiske stormogulens trupper. 
Stormogulen Mohammed Nasir hade stött afghanerna i det persisk-afghanska kriget 1726-1738, vilket gav Nader Shah av Persien en förevändning att invadera Mogulriket (Indien). Minst lika intressant var de stora rikedomar som fanns att hämta i stormogulens skattkammare. Med 50 000 man tvingade shahen år 1738 Kabul att kapitulera. Därefter fortsatte man under plundringar mot mogulens huvudstad Delhi. 
Vid Karnal, norr om Delhi, hade nästan 300 000 indier och 2 000 elefanter samlats för att stoppa perserna. Nadir gjorde en kringgående rörelse runt indiernas läger och lade sig i bakhåll. Den 24 februari lurades hela indiernas högra flank i fällan och tillintetgjordes. Centern kämpade tappert men fruktlöst mot persernas musköteld, medan den vänstra flanken aldrig fick tillfälle att förflytta sig under de fyra timmar striden pågick. 
Efter indiernas kapitulation fortsatte Nadir marschen mot Delhi. Hans trupper plundrade och brände staden. Genom att ta ut tribut av alla stadens invånare tillförsäkrade han sig ett "krigsskadestånd" på 700 miljoner rupier. Han lät mogulen förbli på tronen (men gav "goda råd" om önskat styrelsesätt) och återvände hem. Med sig hade han enorma rikedomar, inklusive de indiska kronjuvelerna, Koh-i-noor-diamanten samt den berömda påfågelstronen.